# فرانك غريفز
فرانك غريفز (بالإنجليزية: Frank Graves)‏ هو لاعب كرة قاعدة أمريكي، ولد في 2 نوفمبر 1860 في سينسيناتي في الولايات المتحدة، وتوفي في 23 مارس 1916 في سان خوسيه في الولايات المتحدة.

## وصلات خارجية
- فرانك غريفز على موقعبيزبول رفرنس.كوم (الدوري الرئيسي) (الإنجليزية)
- فرانك غريفز على موقعبيزبول رفرنس.كوم (الدوري الثانوي) (الإنجليزية)